# Хруслов, Вячеслав Михайлович
Вячеслав Михайлович Хруслов (укр. Вячеслав Михайлович Хруслов; род. 18 сентября 1962, Харьков) — советский и украинский футболист, защитник. Мастер спорта. Ныне украинский футбольный тренер.

## Биография

### Карьера игрока
Футболом начал заниматься в Харькове, в спортивной школе. Первый тренер — Владимир Николаевич Виноградов. В детских командах играл на позиции нападающего. В шестом классе перешёл в харьковский спортинтернат, где проучился три года в группе тренера Юрия Несмияна. С 9 класса занимался в ДЮСШ «Металлист», в спецклассе, который вёл Виктор Аристов. Здесь сменил игровое амплуа, став играть в защите.
После окончания учёбы играл на первенство города и области в команде школы высшего спортивного мастерства, составленной из выпускников ДЮСШ. Там его приметили и в 1982 году пригласили в харьковский «Маяк», выступавший во второй лиге чемпионата СССР. В 1986 году довелось покинуть команду. Сезон 1987 года провёл в любительском клубе «Металлург» (Купянск), который занял 3-е место в украинском чемпионате среди любителей, а Вячеслава приметил тогдашний тренер житомирского «Спартака» Александр Ищенко и пригласил в свою команду. В житомирском клубе отыграл 3 года, став обладателем Кубка Украины (тогда в этом турнире не участвовали украинские клубы высшей лиги).
В конце 1990 года Хруслов получил приглашение перейти в «Автомобилист» и с 1991 года стал игроком сумского клуба, который тренировал Михаил Фоменко. В этом клубе провёл два года, был штатным пенальтистом команды, а в 1991 году стал лучшим бомбардиром клуба в сезоне.
В 1993 году 30-летний защитник переходит в киевское «Динамо», куда его пригласил ставший в конце 1992 года главным тренером динамовцев Михаил Фоменко. Со второго круга второго чемпионата Украины Вячеслав Хруслов стал играть в составе тогдашнего флагмана украинского футбола, дебютировав 2 апреля 1993 года в матче «Нива» (Тернополь) — «Динамо» (Киев), а в следующем туре, 11 апреля, отметился и первым голом за киевлян в игре против запорожского «Металлурга». В одном из календарных матчей, играя против донецкого «Шахтёра», получил травму, вследствие чего вынужден был пропустить матчи Кубка Чемпионов против испанской «Барселоны». Постепенно восстановившись, начал вновь выходить в составе команды, но в конце чемпионата Украины 1993/94, в матче против «Нивы» в Тернополе, на тяжёлом, вязком поле за 15 минут до окончания поединка вновь получил травму — перелом щиколотки. Пришлось перенести 2 операции и оказаться на полгода вне футбола.
За время лечения и восстановления в команде поменялся главный тренер, «Динамо» (Киев) возглавил Йожеф Сабо. Восстановившемуся после травмы Хруслову места в основе команды не нашлось. Проведя несколько матчей за «Динамо-2», Вячеслав вместе со своими одноклубниками А. Бессмертным, И. Кутеповым и Ю. Грициной перешёл в тюменский «Динамо-Газовик», с которым подписал арендное соглашение на полгода, а позже продлил ещё на 1 год. Дебютировал за тюменский клуб в чемпионате России 1994 года в первом матче второго круга против московского «Спартака» — 0:0.
По окончании арендного соглашения футболист вернулся на Украину, в Харьков, куда его пригласил ставший президентом клуба Валерий Михайлович Бугай, а тренировал команду Виктор Михайлович Удовенко. И 31 марта 1996 года 34-летний воспитанник харьковского футбола дебютировал в главной команде родного города, в матче «Подолье» (Хмельницкий) — «Металлист» — 1:0. А 8 апреля отметился и своим первым голом в составе харьковчан в матче против «Вереса» — 1:0. Последствия старых травм не позволяли защитнику играть в полную силу, и в 1997 году Вячеслав Хруслов принял решение завершить активную карьеру.

### Карьера тренера
В 1997 году по инициативе президента клуба В. М. Бугая и ставшего к тому времени главным тренером «Металлиста» М. И. Фоменко, Вячеслав Хруслов вместе с другим ветераном команды Иваном Панчишиным перешёл на тренерскую работу в «Металлист-2».
В 2003—2005 годах тренировал команду дублёров.
В 2005—2011 годах работал одним из тренеров главной команды ФК «Металлист».
В июне 2011 года перешел на работу в селекционный отдел «Металлиста».
С 2014 года работал в тренерском штабе ФК «Днепр», под руководством Мирона Маркевича.
С 2016 года является спортивным директором ФК «Металлист 1925».

## Образование
Окончил Харьковский институт механизации и электрификации сельского хозяйства.

## Достижения
- Чемпион Украины: 1992/93
- Обладатель Кубка Украины: 1992/93
- В сезоне 2014/2015 вместе с ФК «Днепр» стал финалистом Лиги Европы УЕФА.